# Аспергилл загоревший
Асперги́лл загоре́вший (лат. Aspergíllus ústus) — вид несовершенных грибов (телеоморфная стадия неизвестна), относящийся к роду Аспергилл (Aspergillus).

## Описание
Колонии на агаре Чапека с дрожжевым экстрактом (CYA) 3—4 см в диаметре на 7-е сутки, бархатистые, реже шерстистые, с белым или сероватым мицелием и различной интенсивности спороношением в серых или серо-коричневых тонах. Часто выделяется ярко-жёлтый растворимый пигмент. Реверс серо-коричневый. При 37 °C колонии не развиваются. На агаре с солодовым экстрактом (MEA) колонии 4—5 см в диаметре на 7-е сутки, бархатистые или шерстистые, обильно спороносящие в оливково-коричневых тонах. Реверс зеленоватый или коричневый.
Конидиеносные головки двухъярусные, с коричневой ножкой 100—300 мкм длиной, с шаровидным до полушаровидного апикальным вздутием до 7—16 мкм. Метулы покрывающие верхние две трети вздутия, 4—7 мкм длиной. Фиалиды 5—7 мкм длиной. Конидии шаровидные, шероховатые до грубошероховатых, 3,2—4,5 мкм в диаметре.

### Отличия от близких видов
Определяется по сероватой окраске спороношения и конидиеносцам с мелкими двухъярусными головками с мелкими же апикальными вздутиями.

## Экология
Широко распространённый вид, часто выделяемый из почвы и с различных растительных субстратов в умеренных регионах мира.
Один из сравнительно немногих видов рода, способных расти при +5 °C.

## Таксономия
Aspergillus ustus (Bainier) Thom & Church, The Aspergilli 152 (1926). — Sterigmatocystis usta Bainier, Bull. Soc. Bot. France 28: 78 (1882).